# Freudenstadt (stad)
Freudenstadt is een plaats in de Duitse deelstaat Baden-Württemberg op een hoogte van circa 730 meter. Het is de Kreisstadt van het Landkreis Freudenstadt. De stad telt 23.760 inwoners.
De hoofdkerk van Freudenstadt is het enige bouwwerk dat overeind bleef na een bombardement door de Amerikanen gevolgd door een artilleriebeschieting door Franse troepen, tijdens de Tweede Wereldoorlog in april 1945. De rest van de stad werd in de as gelegd.
Sinds 2003 is Freudenstadt middels een regiotramlijn verbonden met Karlsruhe.

## Geografie
Freudenstadt heeft een oppervlakte van 87,58 km² en ligt aan de noordoostelijke rand van het Zwarte Woud op een hoogvlakte. De stad ligt 65 kilometer zuidwestelijk van Stuttgart en circa 60 kilometer ten zuiden van Karlsruhe.

## Galerij

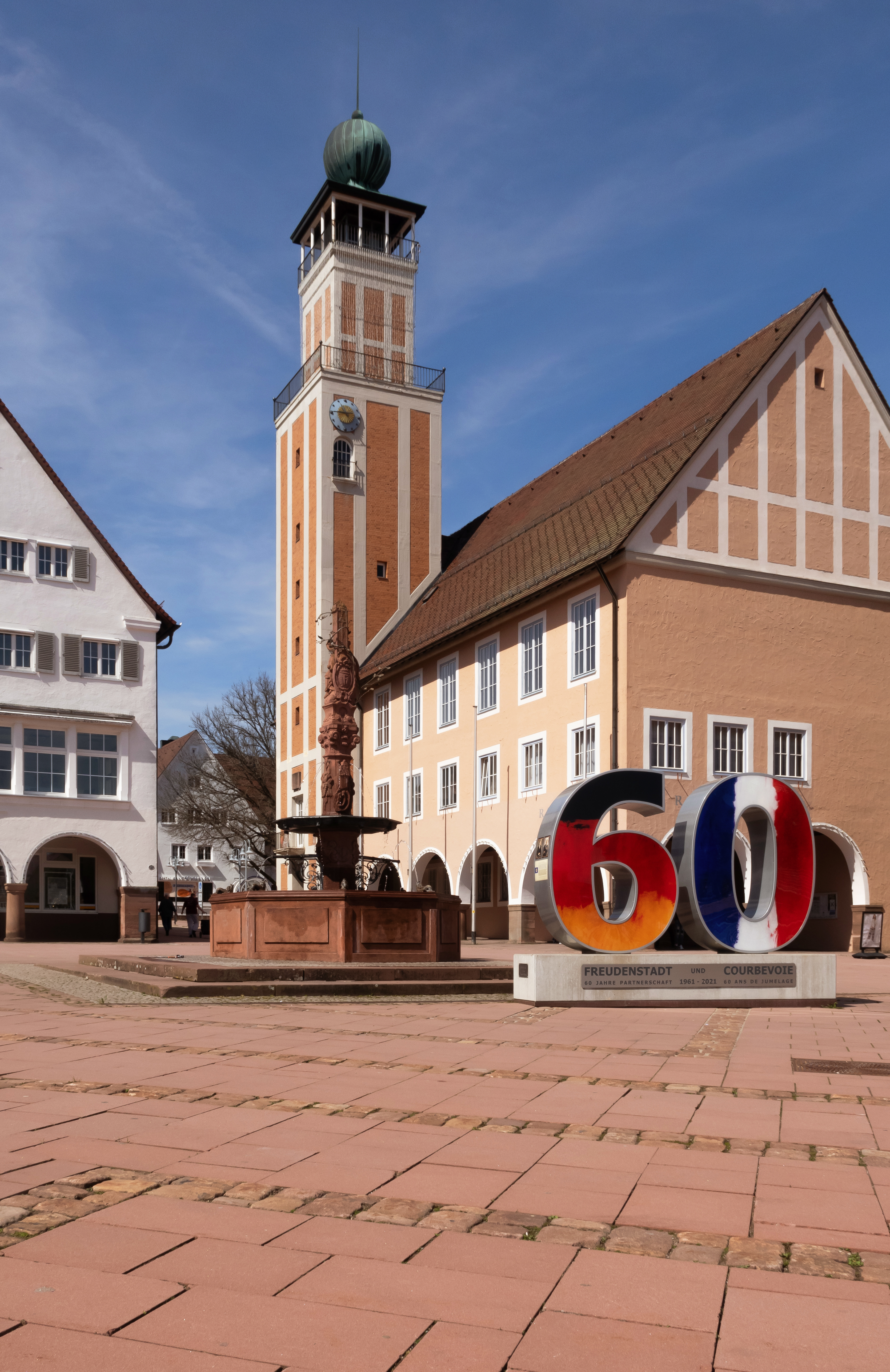
Stadhuis met fontein
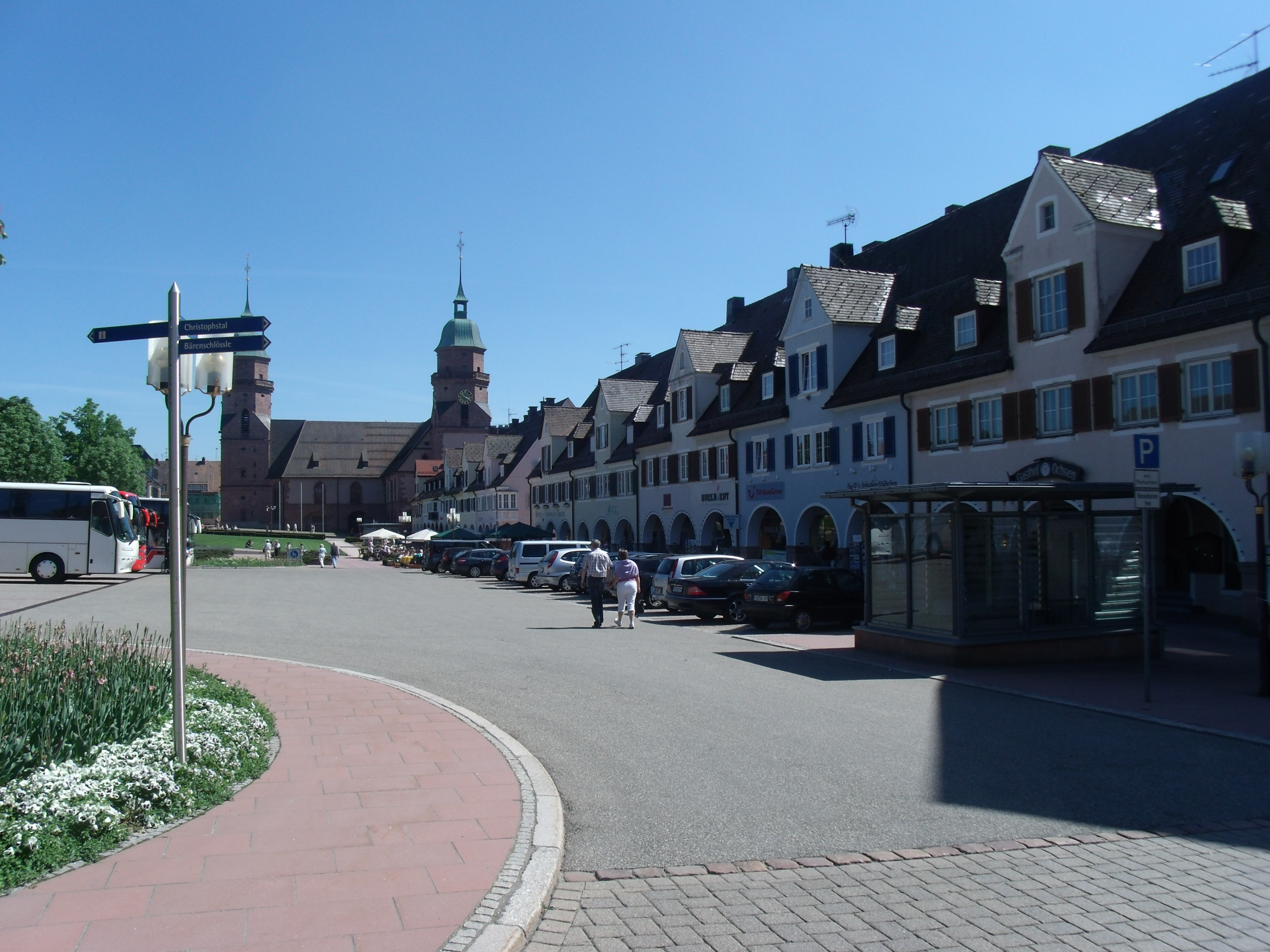
Marktplatz met op de achtergrond de Evangelische Stadtkirche.
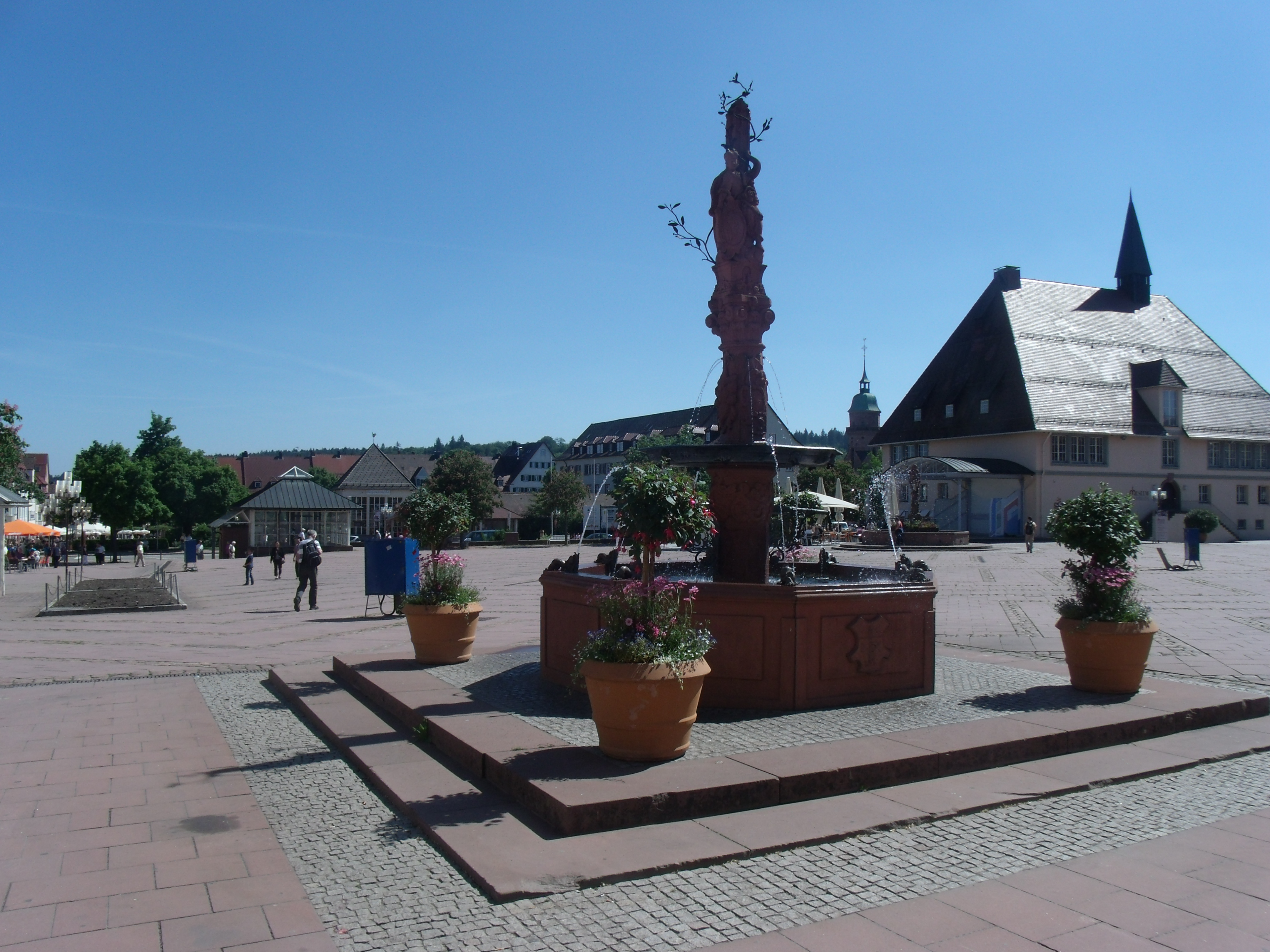
Fontein en voormalig Raadhuis wat als museum functioneert. De fontein is tijdens het bombardement van 1945 intact gebleven.
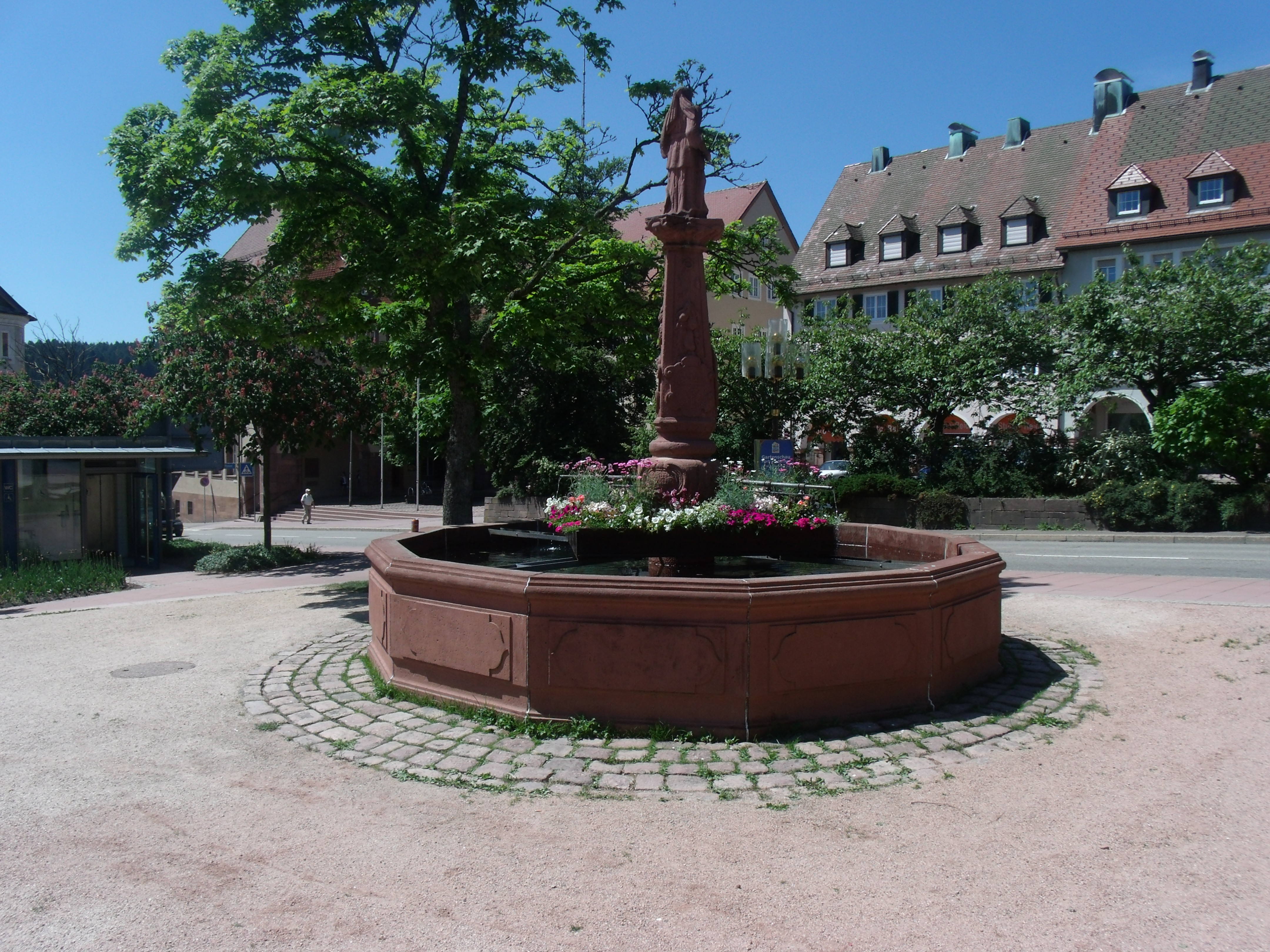
Ook deze fontein is tijdens het bombardement van 1945 intact gebleven.
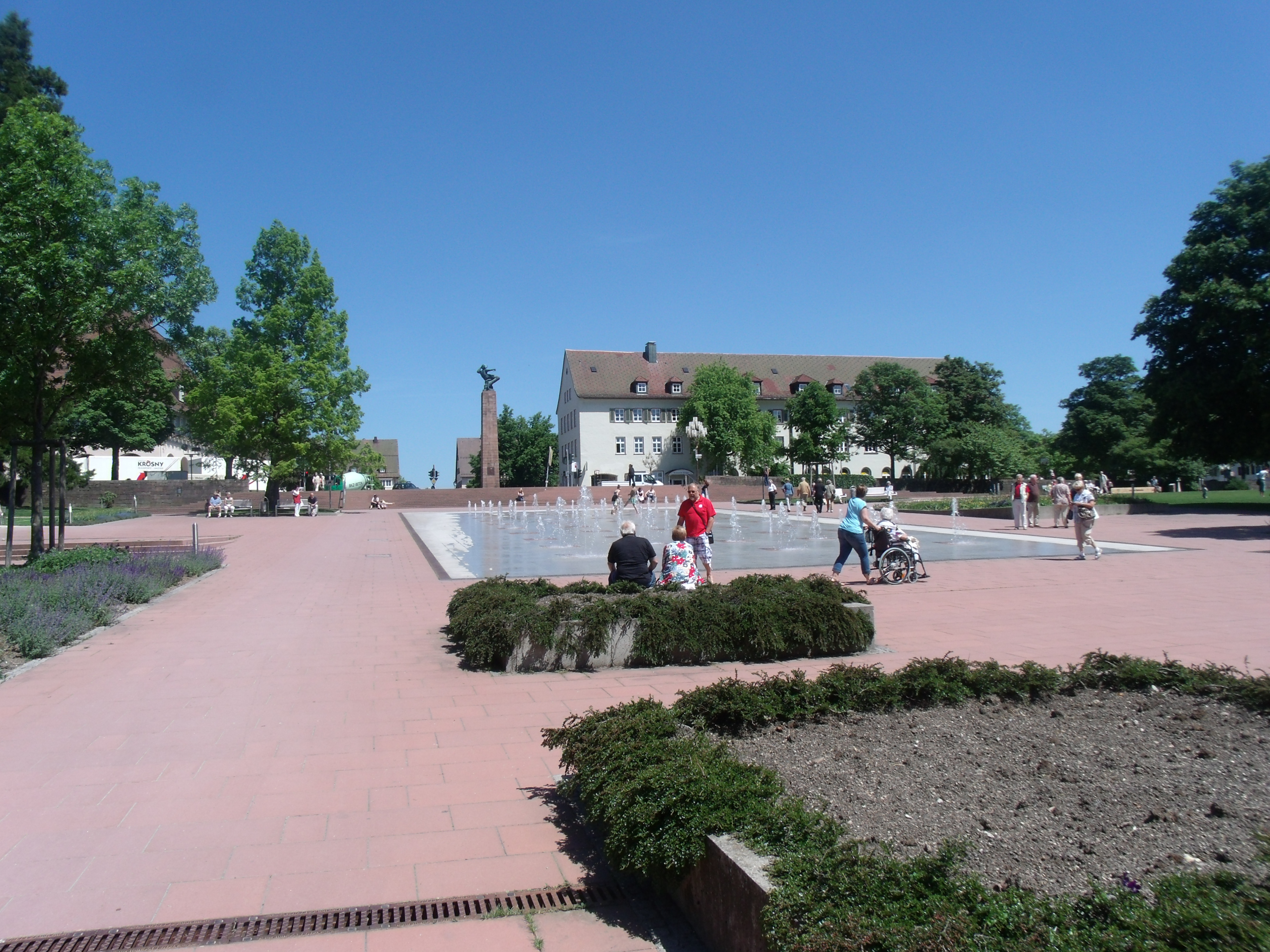
Fonteinen en monument op de achtergrond op de Marktplatz.
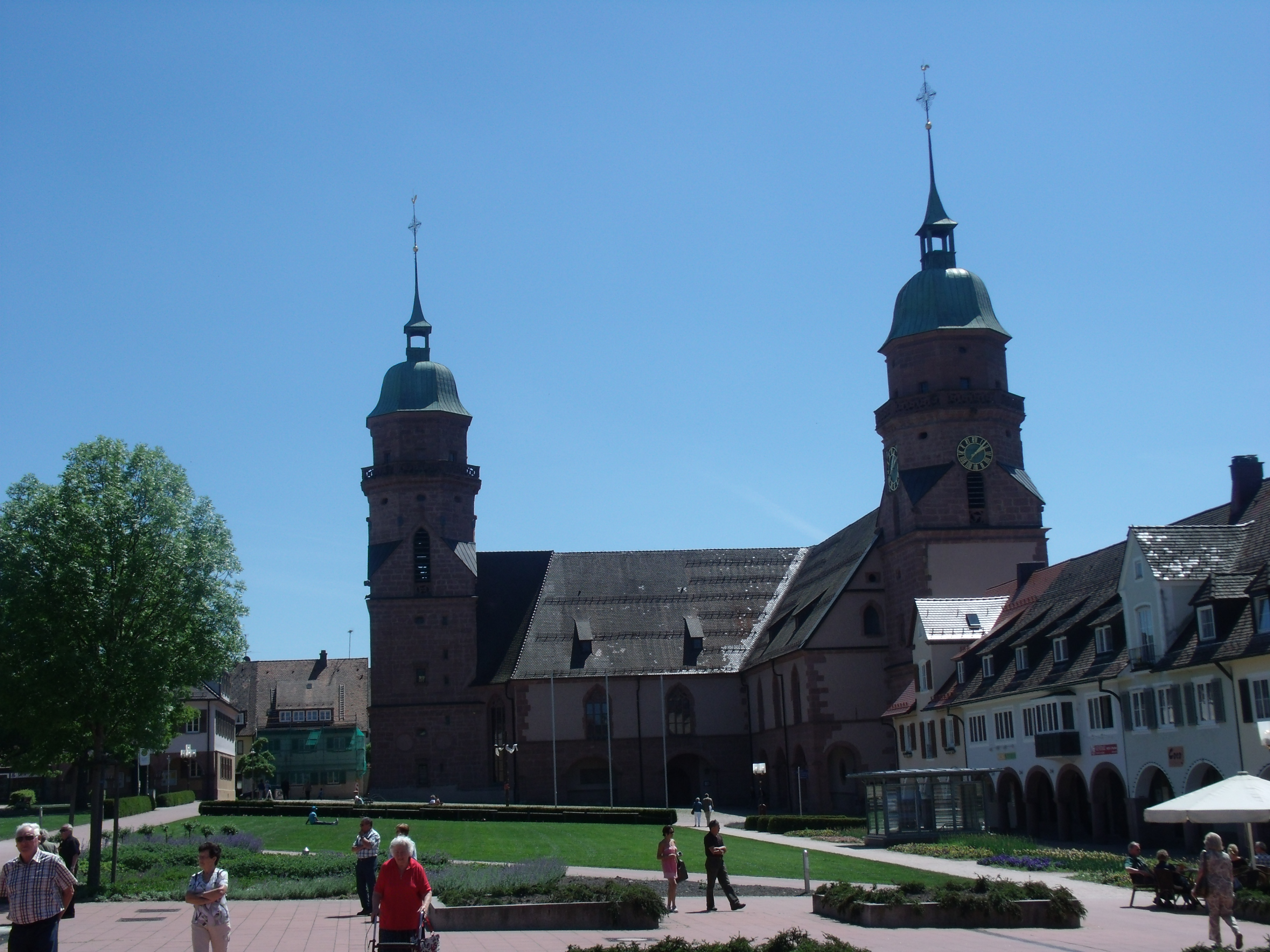
Evangelische Stadtkirche van 01-05-1608. Deze protestantse kerk werd tijdens het bombardement van 1945 zwaar beschadigd.